# Circunvalación de Albacete
La Circunvalación de Albacete es una gran vía de comunicación que bordea interiormente la ciudad española de Albacete. Es la primera circunvalación urbana de la capital, con cuyo nombre se conoce únicamente a la mitad del primer anillo de la ciudad, el tramo que discurre entre la avenida Gregorio Arcos, al noroeste, y la carretera de Valencia, al sureste de la ciudad, siendo una de sus grandes vías más transitadas y con mayor volumen de vehículos.

## Características

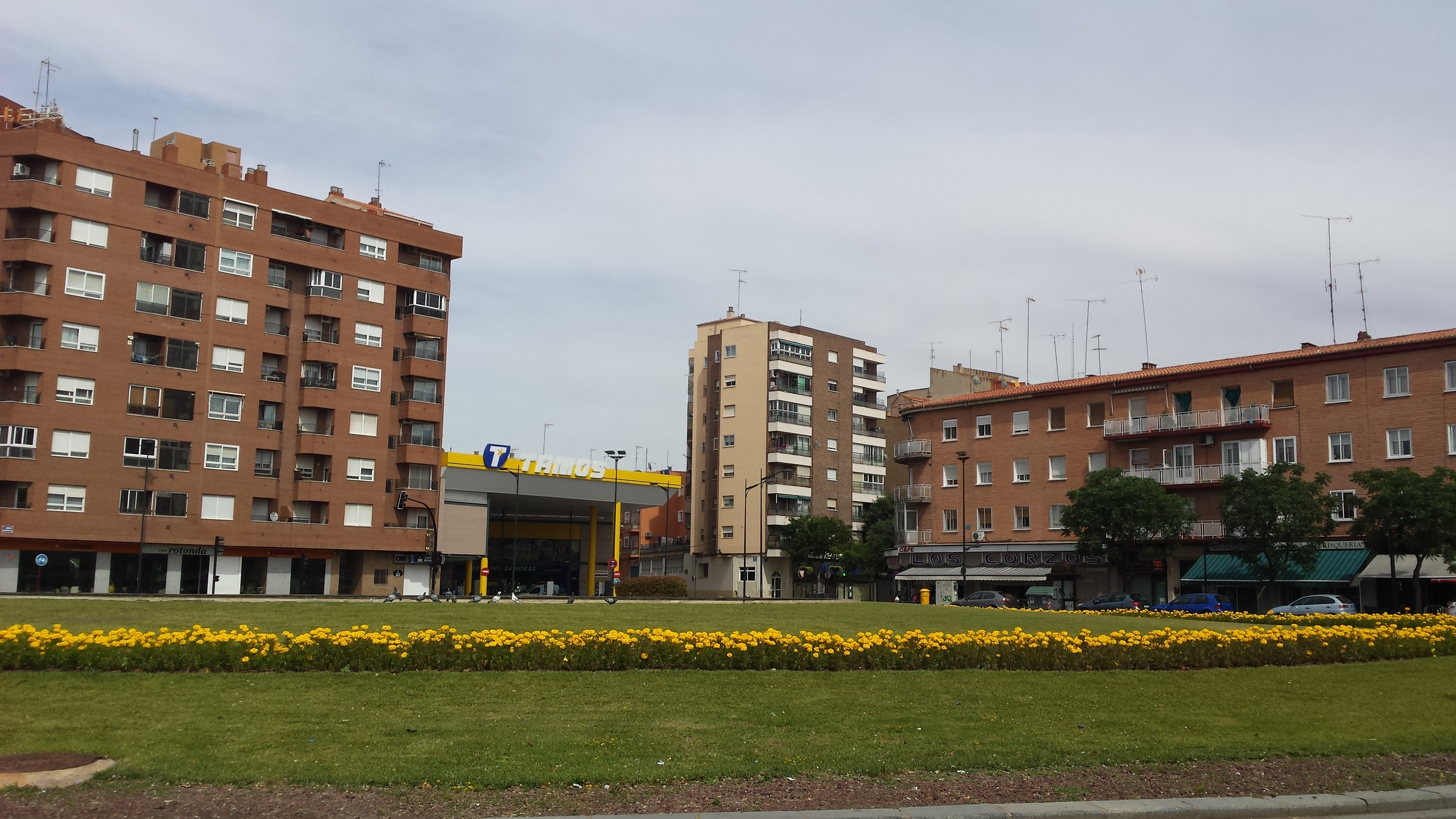
Rotonda de la Tamos, uno de los dos extremos de la Circunvalación de Albacete

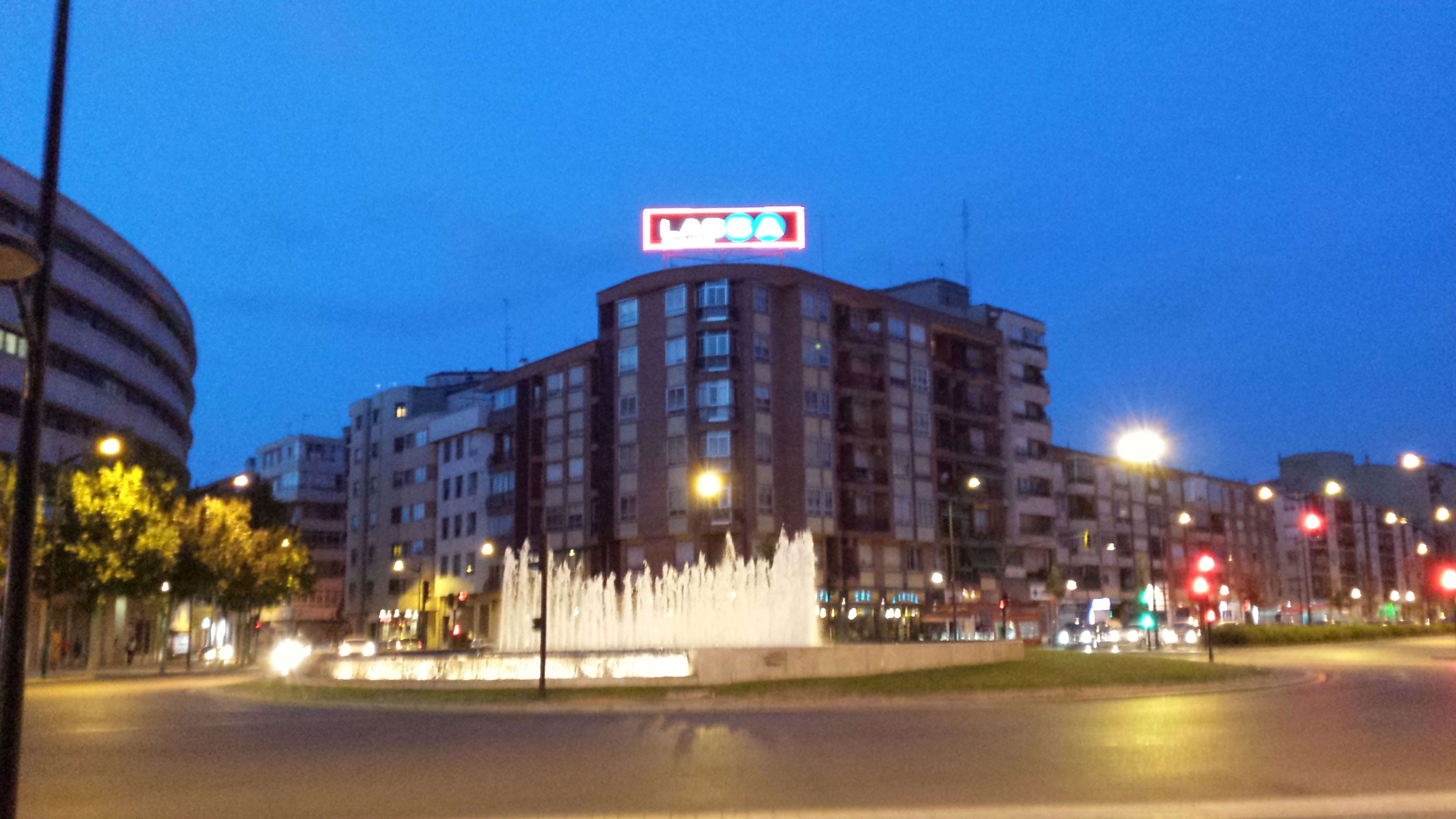
Fuente en una de las rotondas de la Circunvalación, frente al letrero de Neumáticos Lassa

Pese a que una circunvalación se suele referir normalmente a un anillo completo, la Circunvalación de Albacete hace referencia únicamente a la mitad del primer anillo de la ciudad, comprendido por las calles La Roda, Benavente, paseo de la Circunvalación, avenida Capitán Cortés, Hellín y Almansa, desde la avenida Gregorio Arcos, al noroeste, hasta la carretera de Valencia, al sureste. En torno a ella se sitúan los barrios Industria, Los Llanos del Águila, Cañicas, Congo, Canal de María Cristina, El Pilar, San Pablo, Feria, Fátima, Casas Baratas, Santa Teresa, Franciscanos, Pedro Lamata, Sepulcro-Bolera, Parque Sur, Hospital, Universidad, Hermanos Falcó y Medicina de la capital.
Tiene una longitud de 4,5 km y nueve rotondas, con dos y tres carriles por sentido, según cada tramo, separados por una zona ajardinada, con aparcamiento a ambos lados. Cuenta con amplias aceras, carril bici y zonas ajardinadas en algunos tramos, que conforman uno de los principales paseos de la ciudad. 

### Pasarela de la Circunvalación
Entre sus elementos destaca la pasarela de la Circunvalación, también conocida como del Hospital General o de la Facultad de Medicina, que se sitúa sobre la calle Almansa y une el Hospital General Universitario de Albacete y la Facultad de Medicina del Campus Biosanitario.
Fue inaugurada por el presidente de Castilla-La Mancha José María Barreda el 12 de abril de 2007. La infraestructura, cubierta y acristalada, cuenta con unas dimensiones de cinco metros de ancho y cien metros de longitud. La misma se encuentra fuera de servicio al no estar terminada, situación que solventa el nuevo plan director del Hospital General Universitario de Albacete.

## Lugares de interés

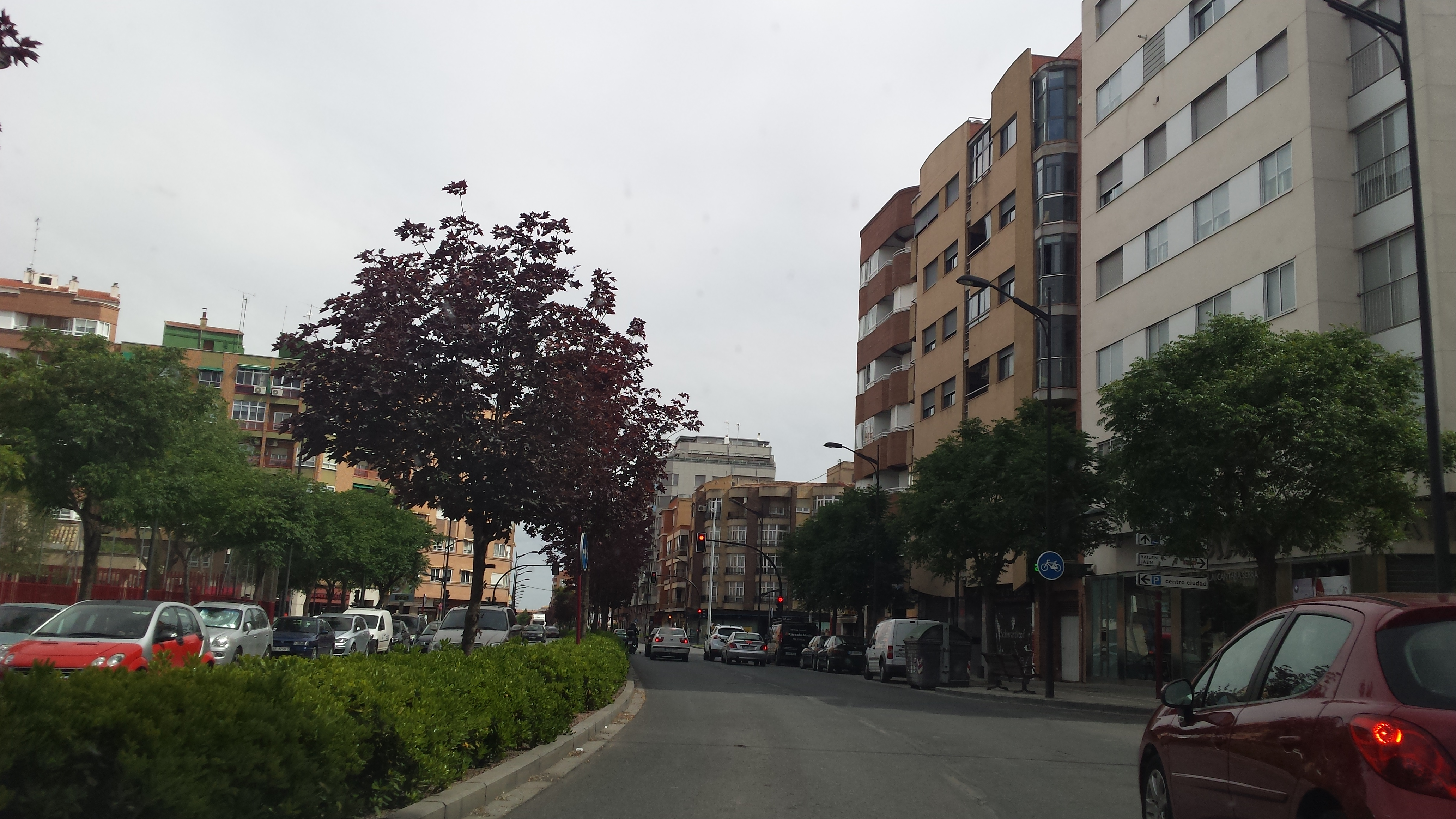
Vista de la circunvalación

Entre los principales lugares de interés destacan el Hospital General Universitario de Albacete, inaugurado el 18 de abril de 1985 por el ministro de Sanidad Ernest Lluch, construido en el lugar que ocupaba el Hospital de San Julián; la Facultad de Medicina de Albacete, situada dentro del Campus Biosanitario; El Corte Inglés de la avenida de España, inaugurado el 25 de abril de 2008 sobre una superficie de 77 000 metros cuadrados, que supuso una inversión de 100 millones de euros; la iglesia de Fátima, templo construido a mediados del siglo XX presidido por una portada con columnas salomónicas y un imponente campanario; el mercado de las Casas Baratas o plaza porticada, emblemática construcción de época franquista situada en el singular barrio de las Casas Baratas, o el Recinto Ferial de Albacete, ejemplo de arquitectura manchega orientada hacia la actividad comercial, construido en 1783, y los Ejidos de la Feria, la gran explanada que lo rodea. 
Además, a lo largo de todo su recorrido se encuentran los colegios públicos Cristóbal Colón, Pedro Simón Abril y Azorín, la Residencia Universitaria José Isbert y el Centro de Salud Zona 5. 
Destaca el emblemático letrero de Neumáticos Lassa, situado en la azotea del edificio de la Circunvalación ubicado junto a la calle del Rosario y frente a la carretera de Peñas de San Pedro.

## Arte

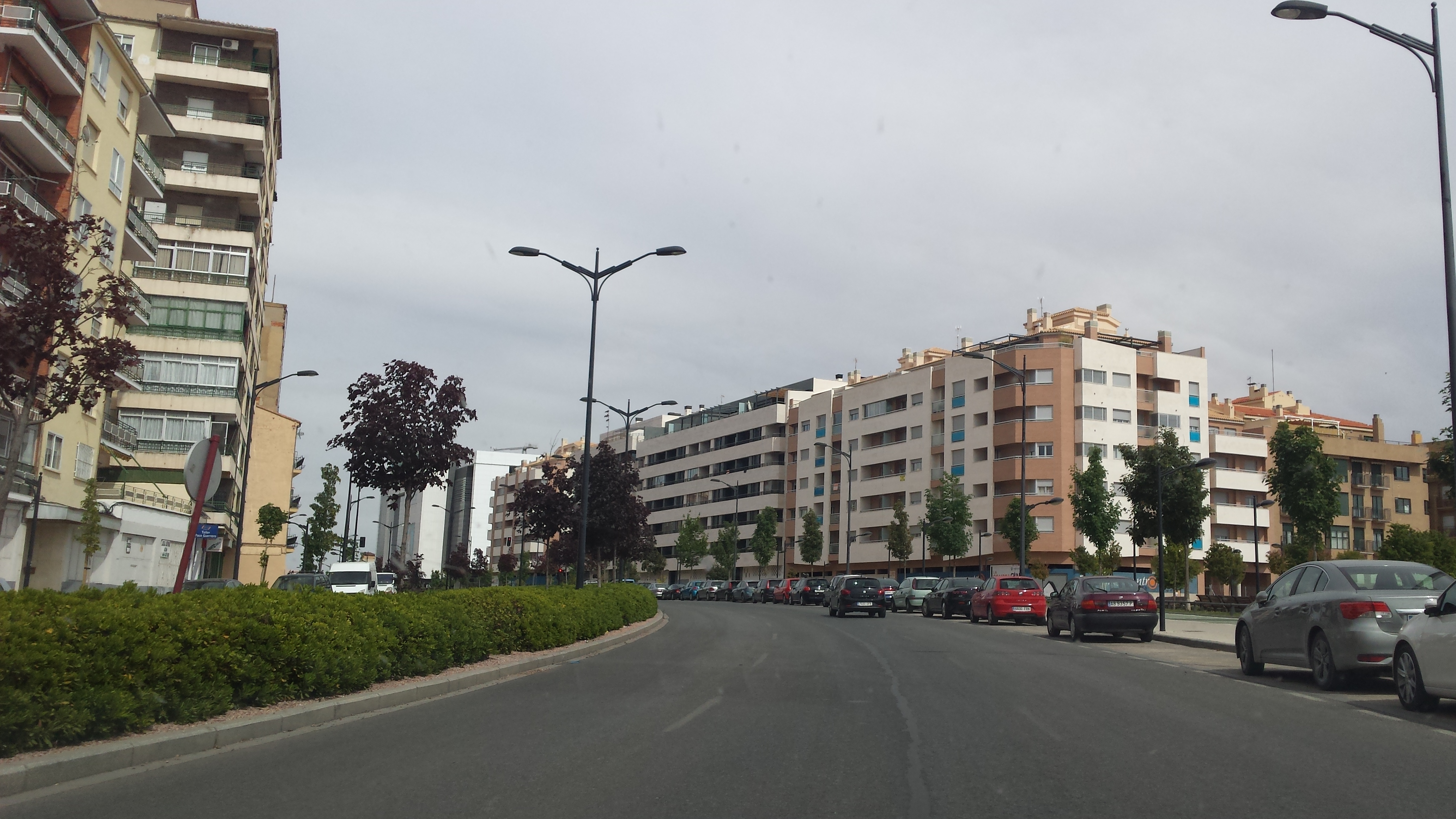
Vista de la Circunvalación de Albacete

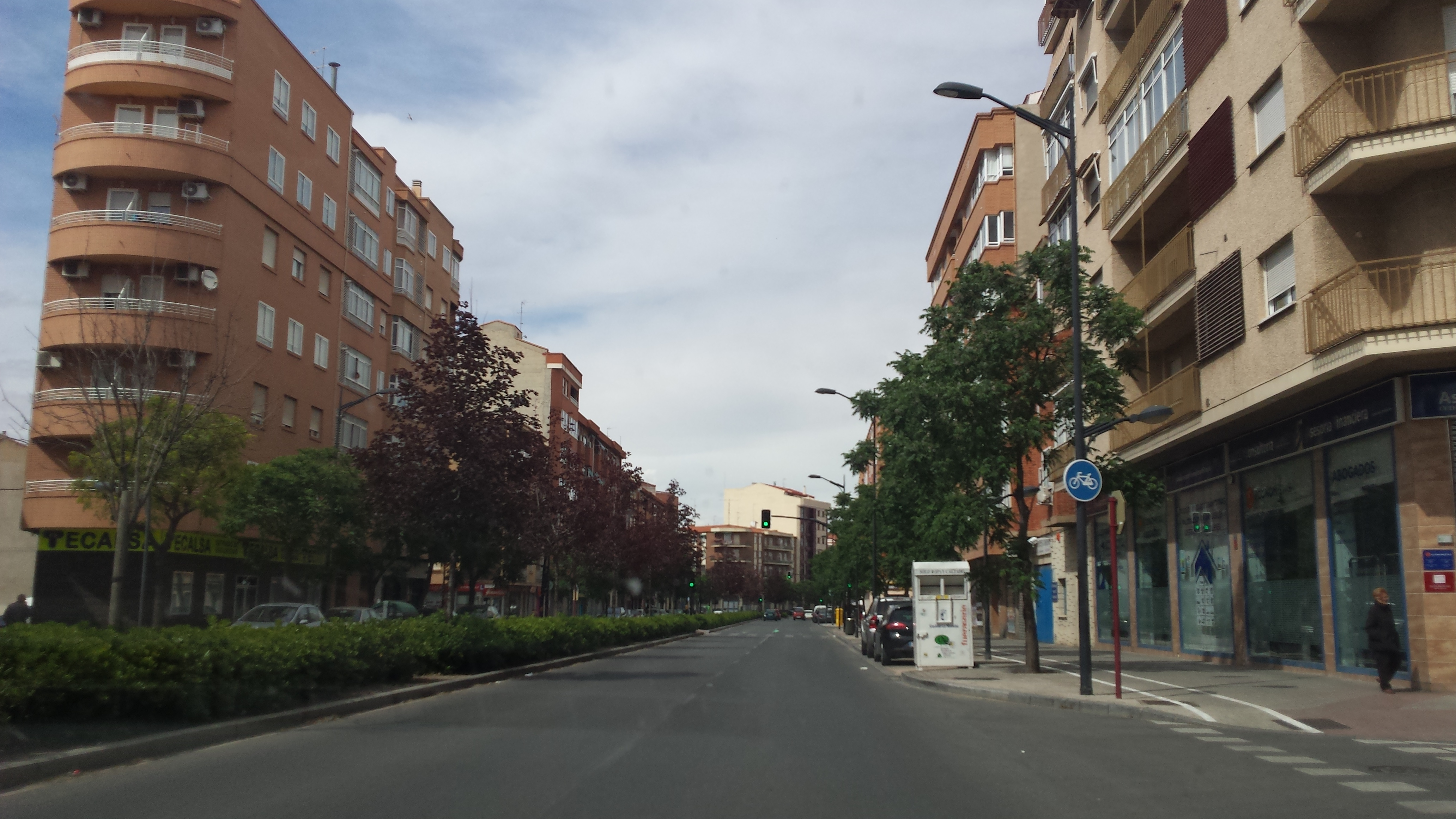
Vista de la Circunvalación de Albacete

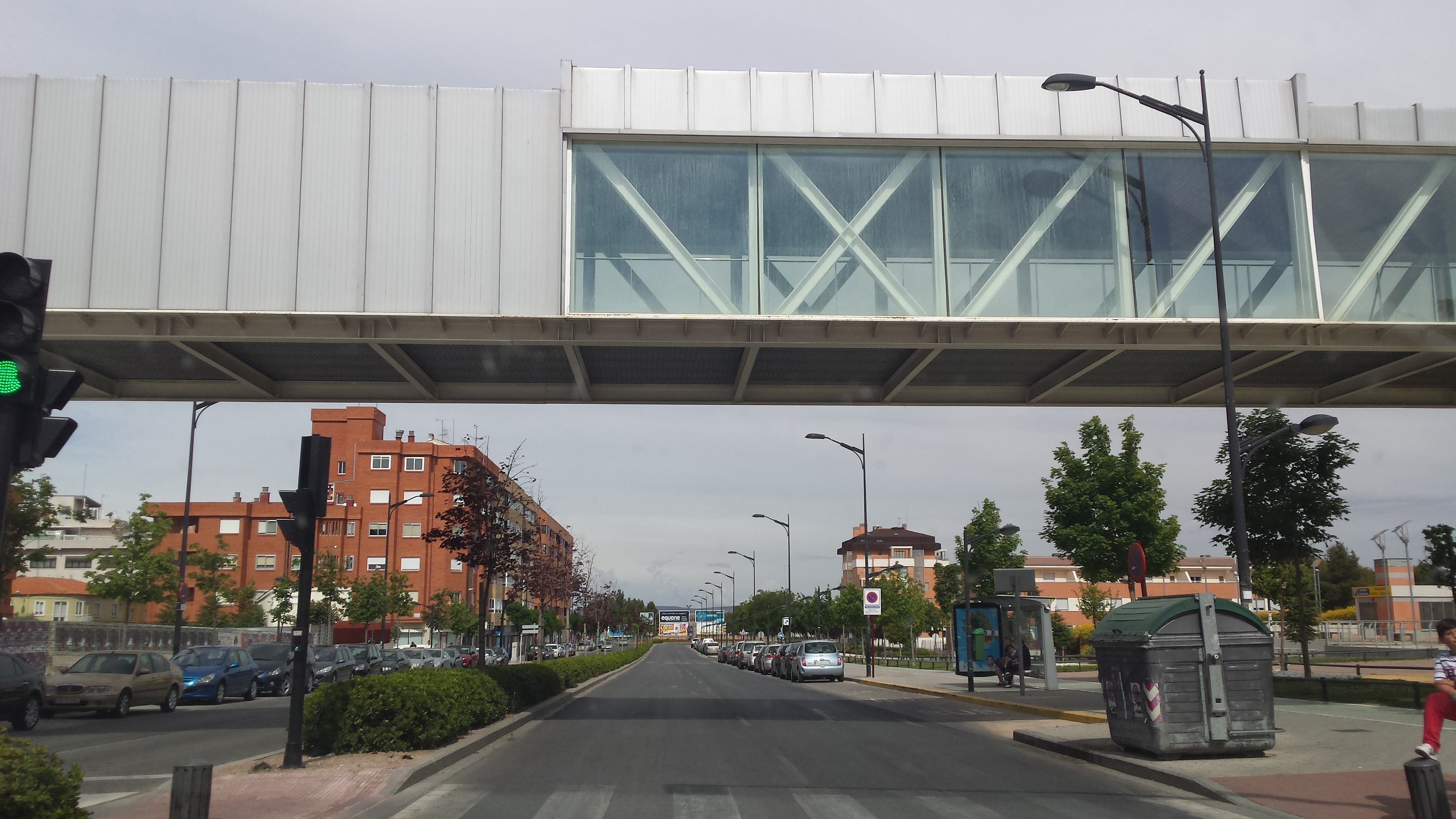
Pasarela de la Circunvalación sobre esta gran vía que conecta el Hospital General Universitario de Albacete y la Facultad de Medicina del Campus Biosanitario

La Circunvalación es un museo al aire libre. A lo largo de su recorrido se contemplan numerosas esculturas, tanto en las rotondas como a lo largo de su paseo, así como fuentes de gran belleza. Entre las esculturas destacan:
- Escudo sobre Ara, inaugurada en 2007, del almanseño José Luis Sánchez, está situada en el cruce entre la Circunvalación (calle Almansa) y la carretera de Valencia.[13]

- Estructura, inaugurado en 2007, es un mosaico de un paisaje abstracto del artista Quijano situado en la calle Hellín.[14]

- Geometría, de Eloy Tortosa, fue inaugurada en 2007. Se trata de tres esculturas abstractas en hierro.[15]

- Atmósfera, inaugurada en 2007, que representa la capa gaseosa que nos rodea, obra de Quijano, Noguerol y Rivas, situada en la rotonda de la Circunvalación con la calle Méjico.

- Adán y Dorífero, dos torsos masculinos de bronce que representan a Adán y Dorífero, de José Luis Sánchez, situada en el cruce con la carretera de las Peñas y la calle del Rosario.[16]

- Maternidad, de Joaquín García Donaire, fue inaugurada en 2007. Representa un abrazo entre una madre y su hijo, situada en la calle Hellín.[17]

- Torso, inaugurada en 2007 en la calle Hellín, obra de Joaquín García Donaire. Se trata de una escultura de bronce que representa la parte central del cuerpo humano.[18]

- Movimiento, inaugurada en 2007 en el paseo de Circunvalación, obra de Joaquín García Donaire. Es un bronce que representa el dinamismo y la velocidad del ser humano en su transición en el espacio.[19]

- Signo, inaugurada en 2007 en la calle Hellín, es un mosaico de un paisaje arbolado, obra del artista Quijano.[20]

## Galería de imágenes

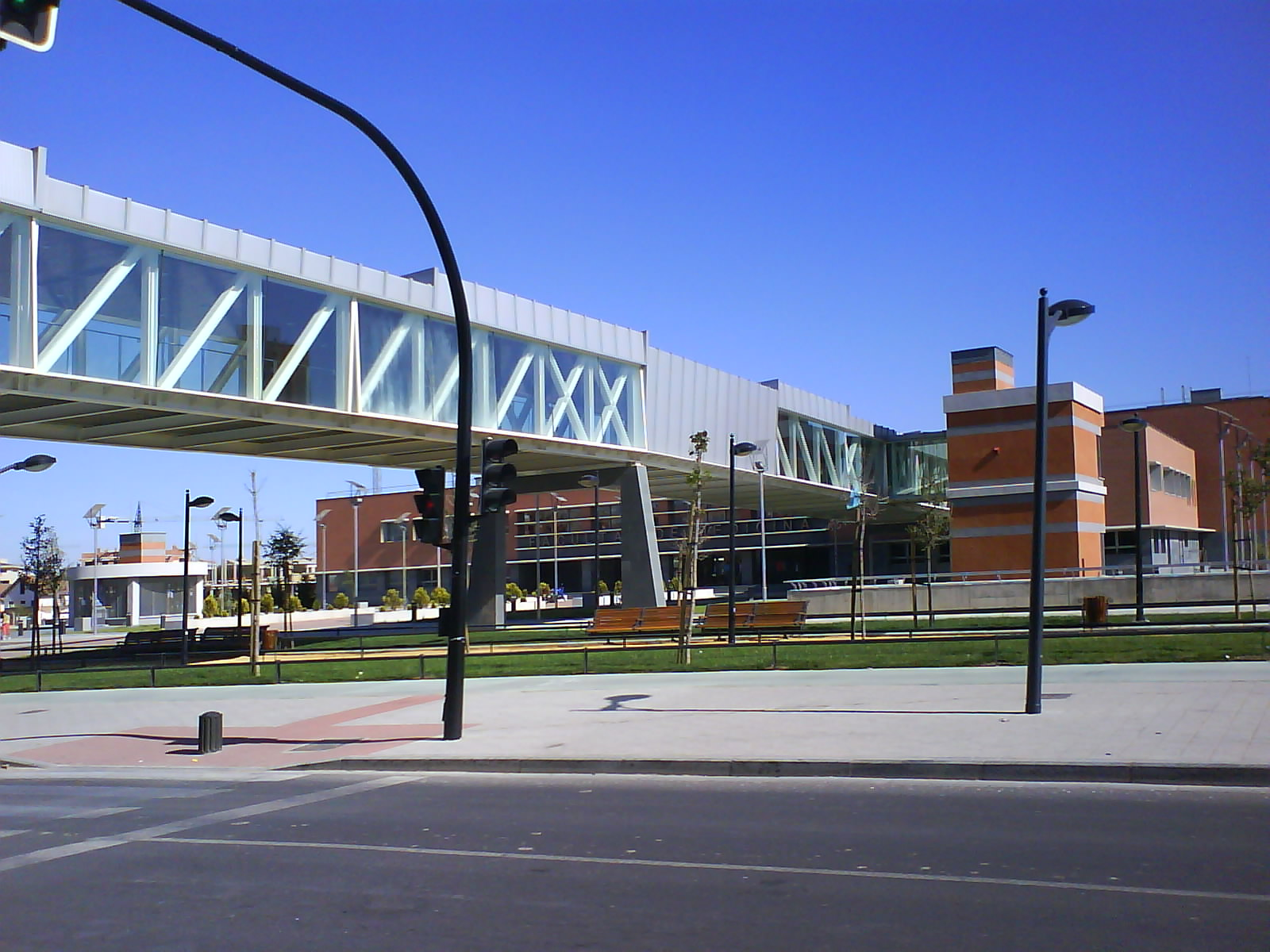
Una pasarela sobre la calle Almansa conecta el Hospital General Universitario de Albacete con la Facultad de Medicina
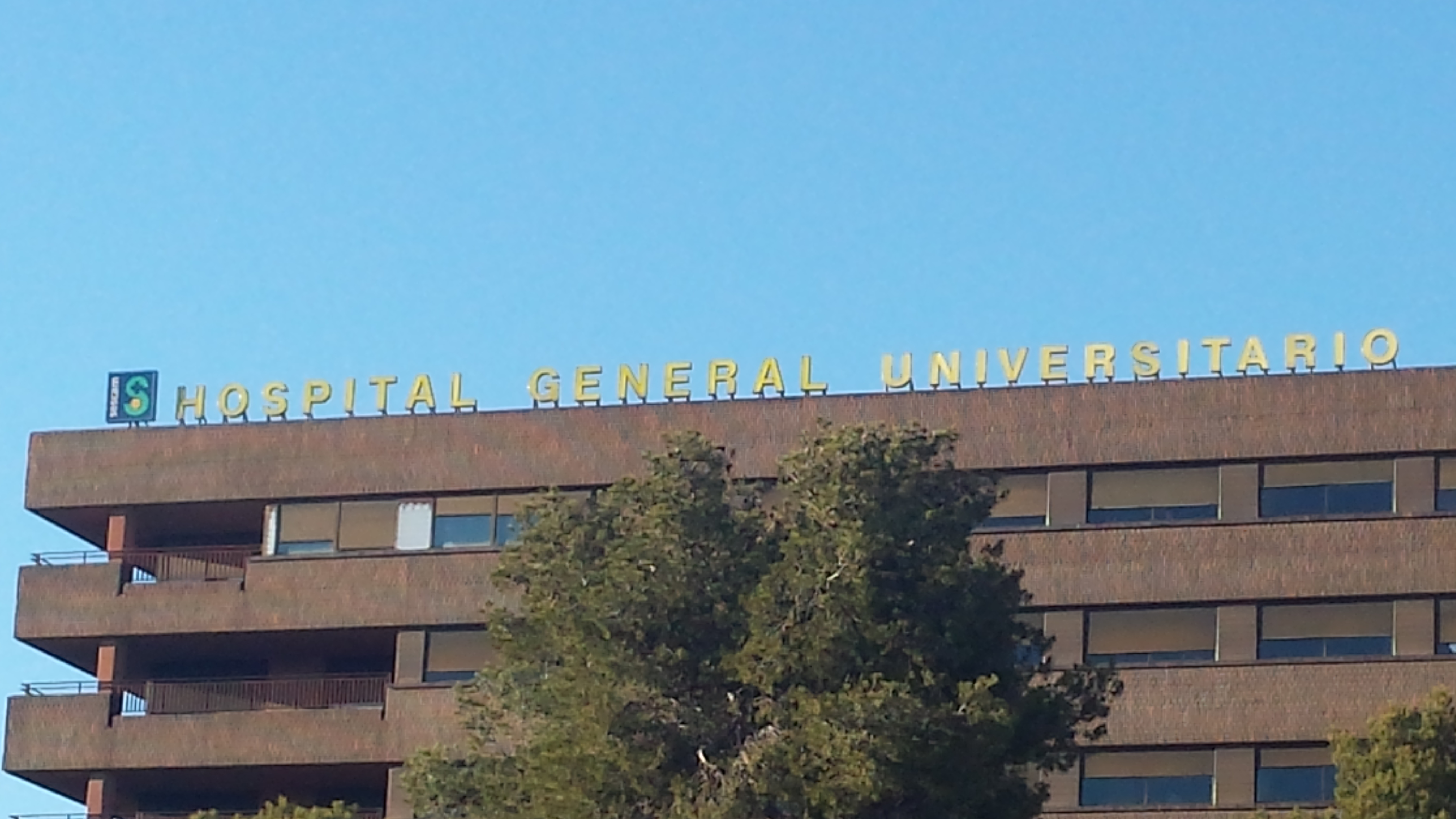
Logo indicativo del hospital que se puede ver desde la Circunvalación
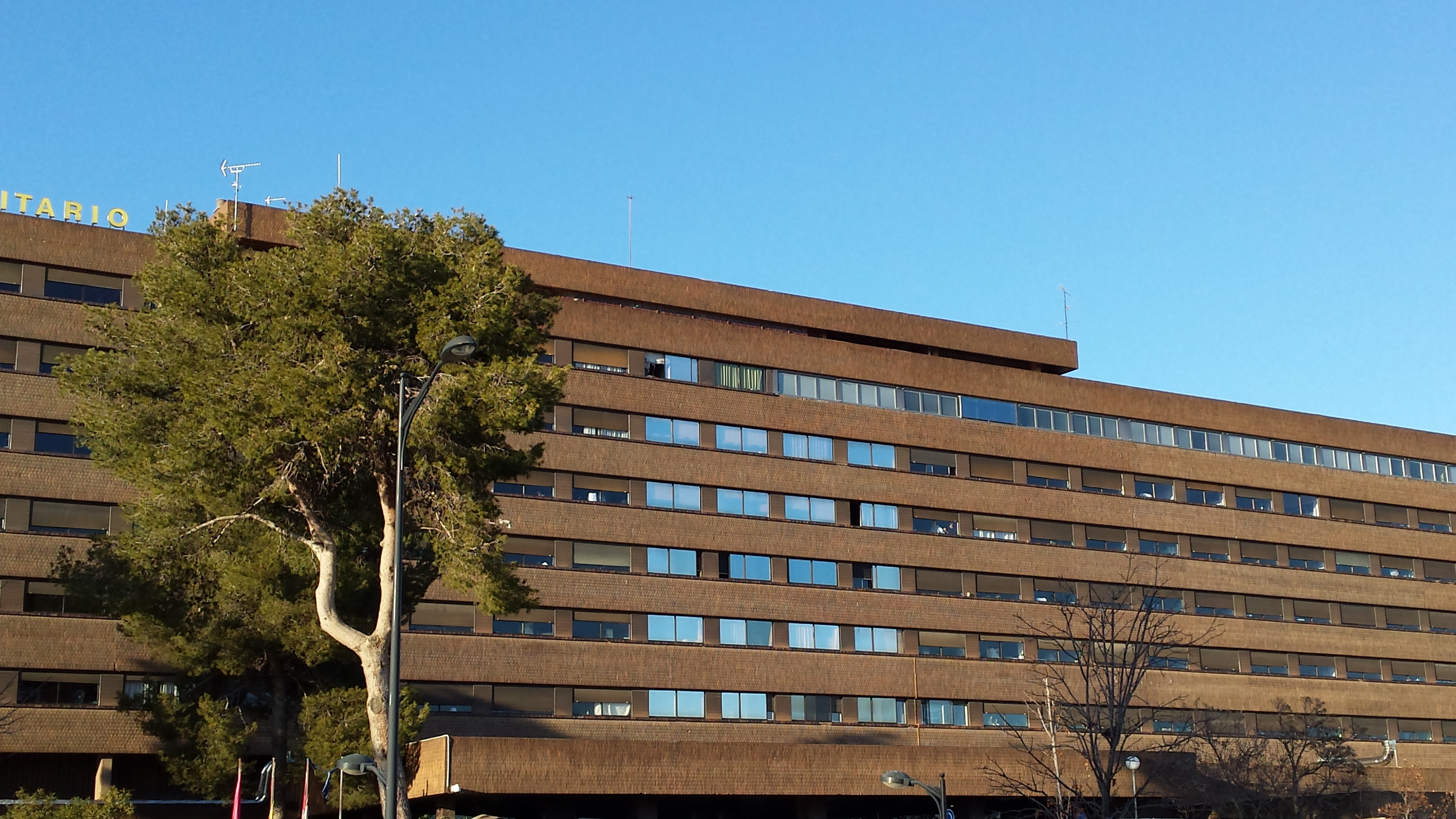
Hospital General Universitario de Albacete
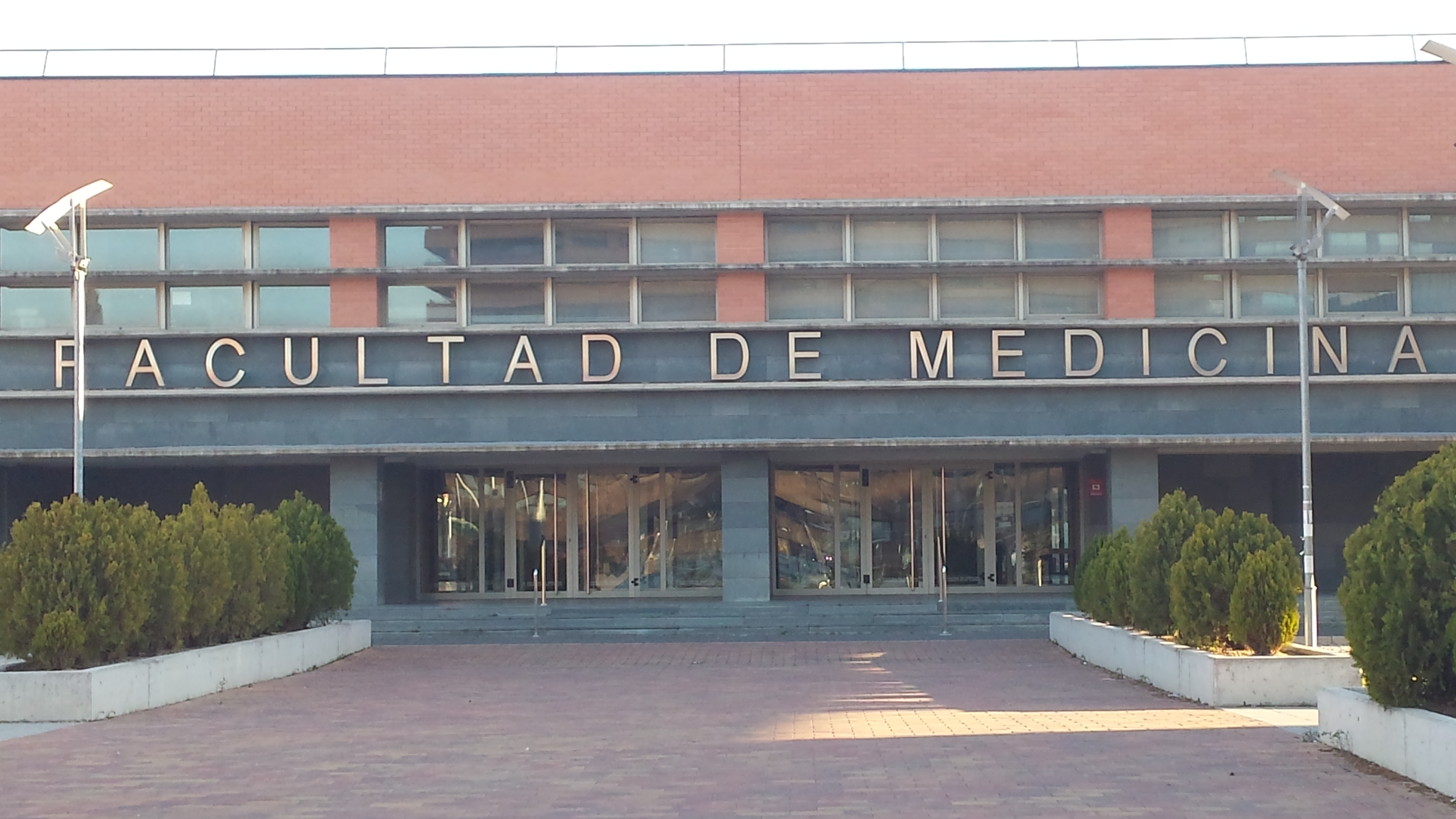
Facultad de Medicina de Albacete
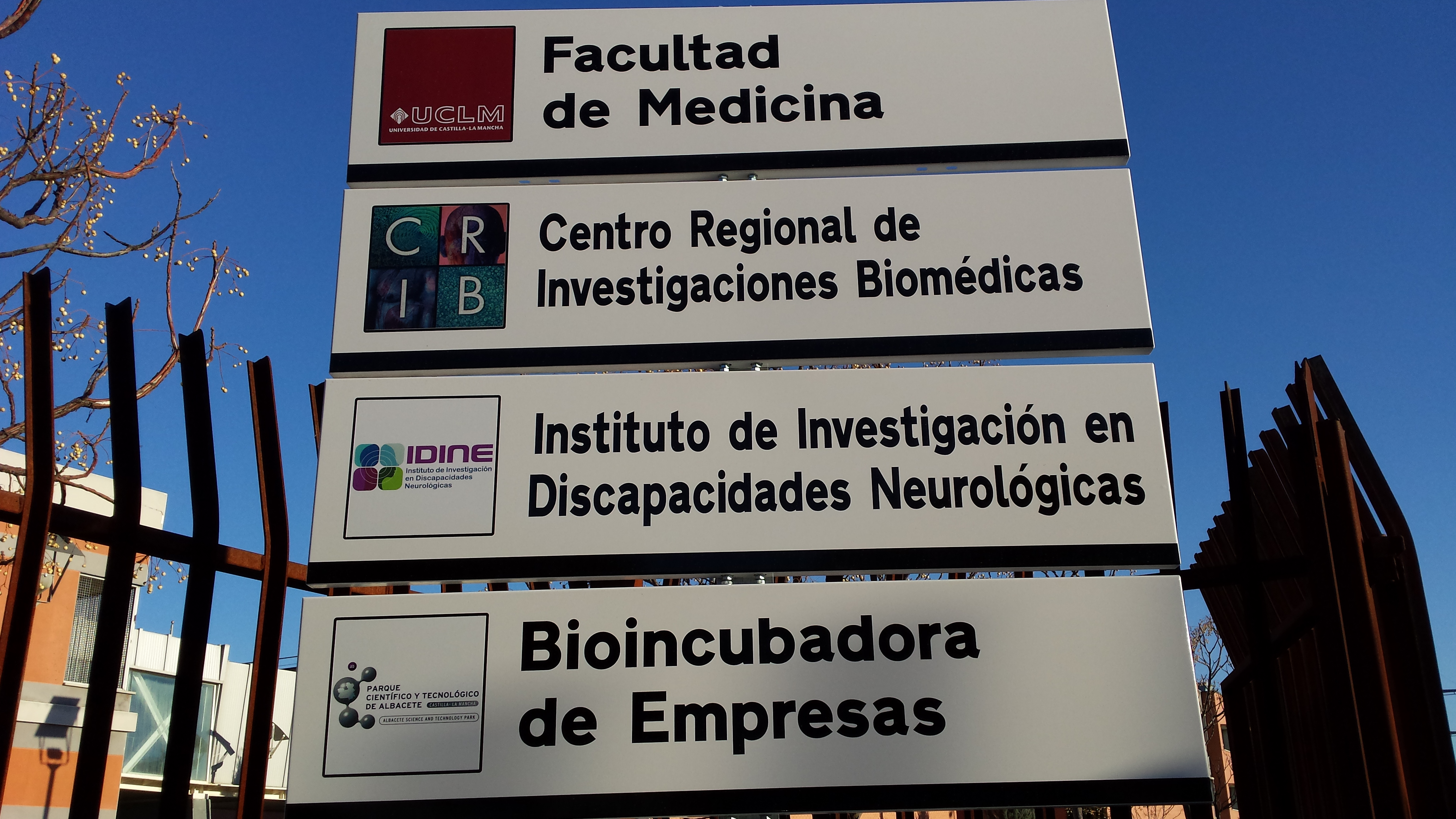
Señal de acceso al Campus Biosanitario de Albacete
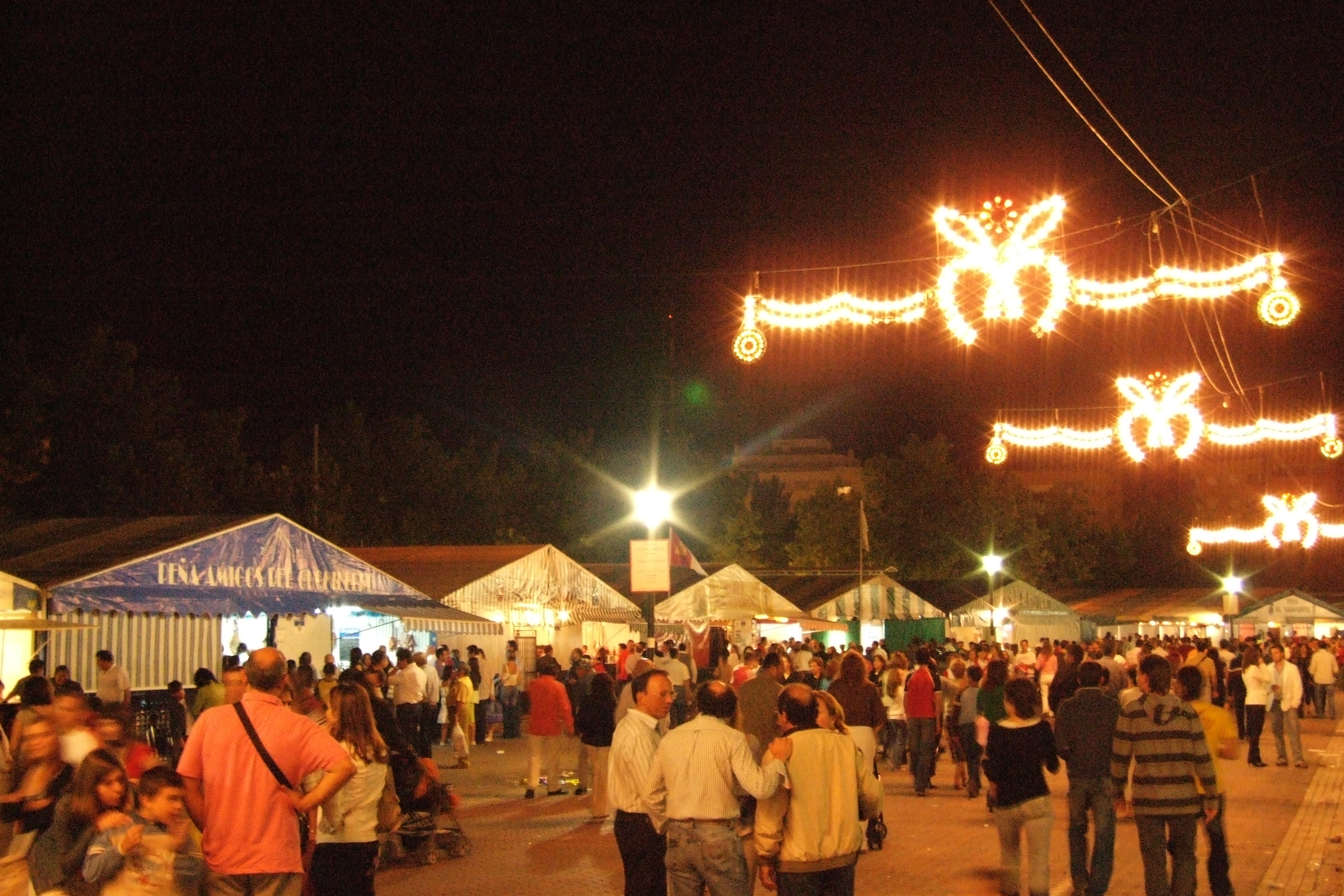
Casetas en los Ejidos de la Feria durante la Feria de Albacete de 2007 junto a la Circunvalación
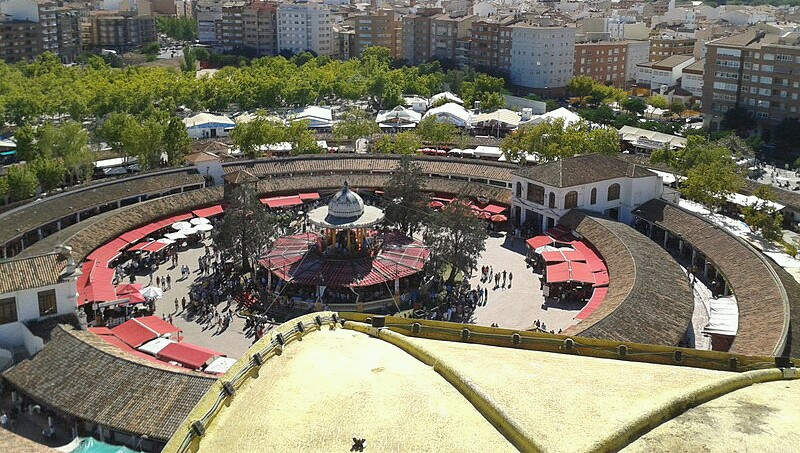
Imagen en la que se aprecia la Circunvalación a la altura del Recinto Ferial y los Ejidos de la Feria
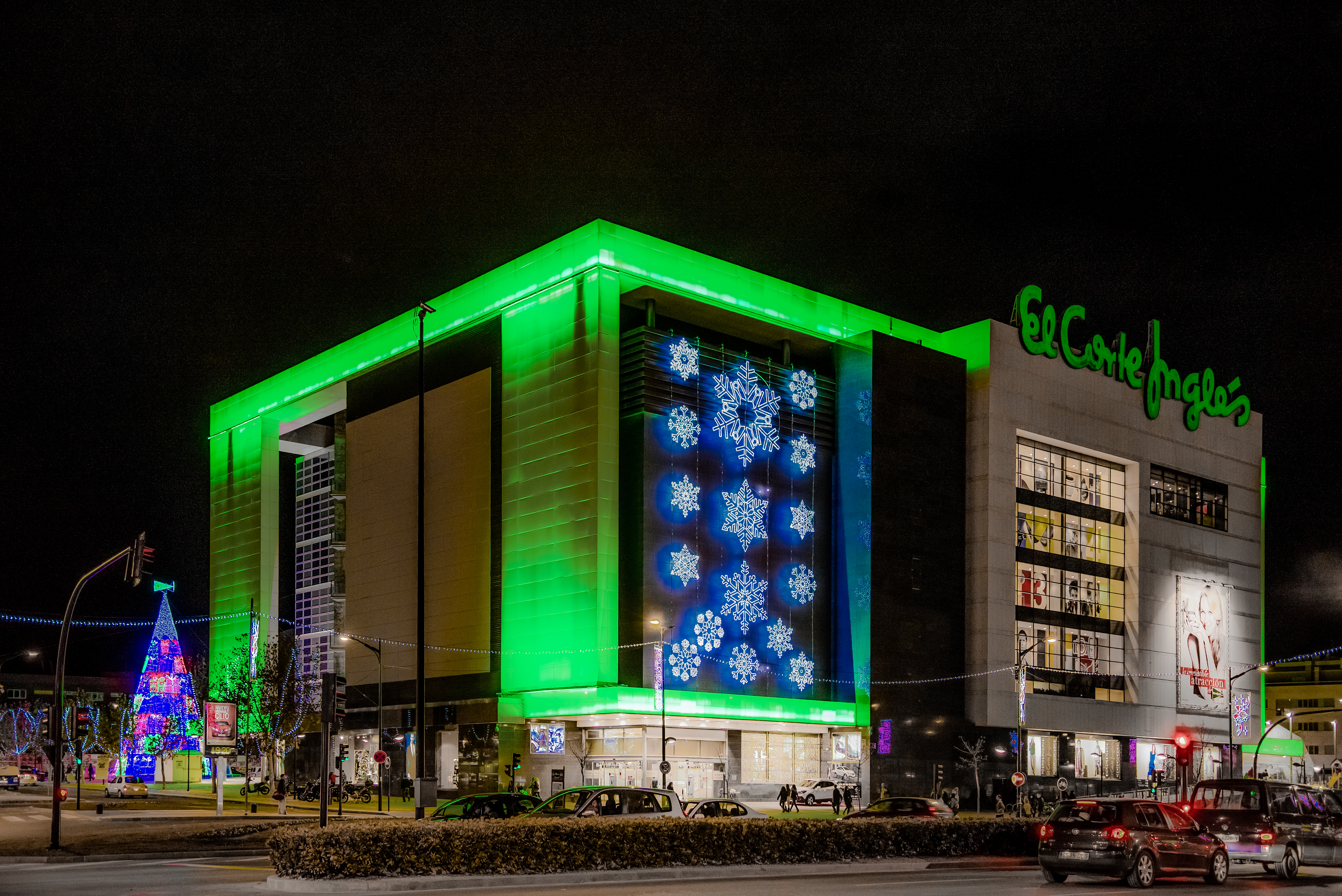
El Corte Inglés de la avenida de España
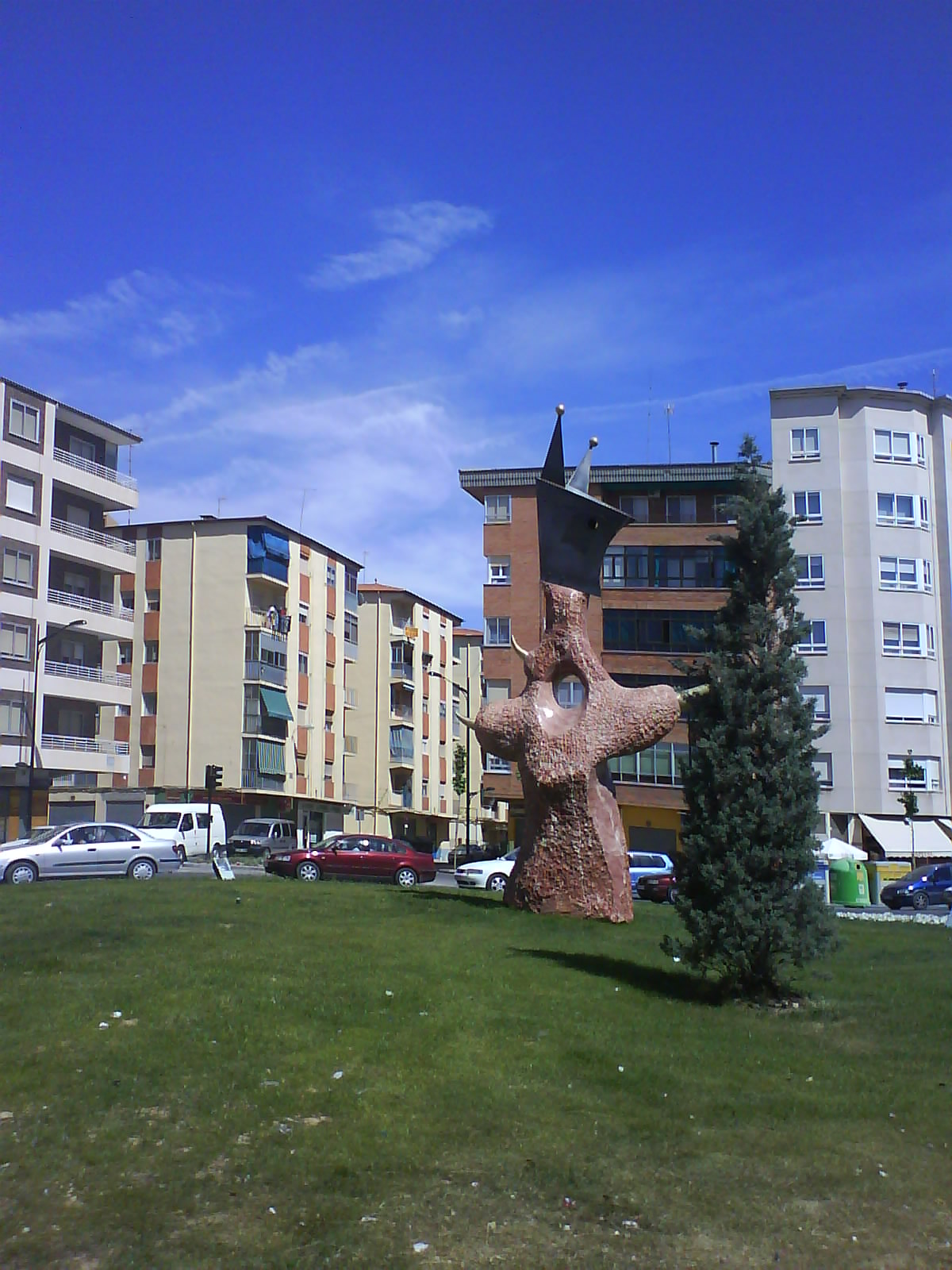
Escultura Atmósfera en una de las rotondas de la Circunvalación
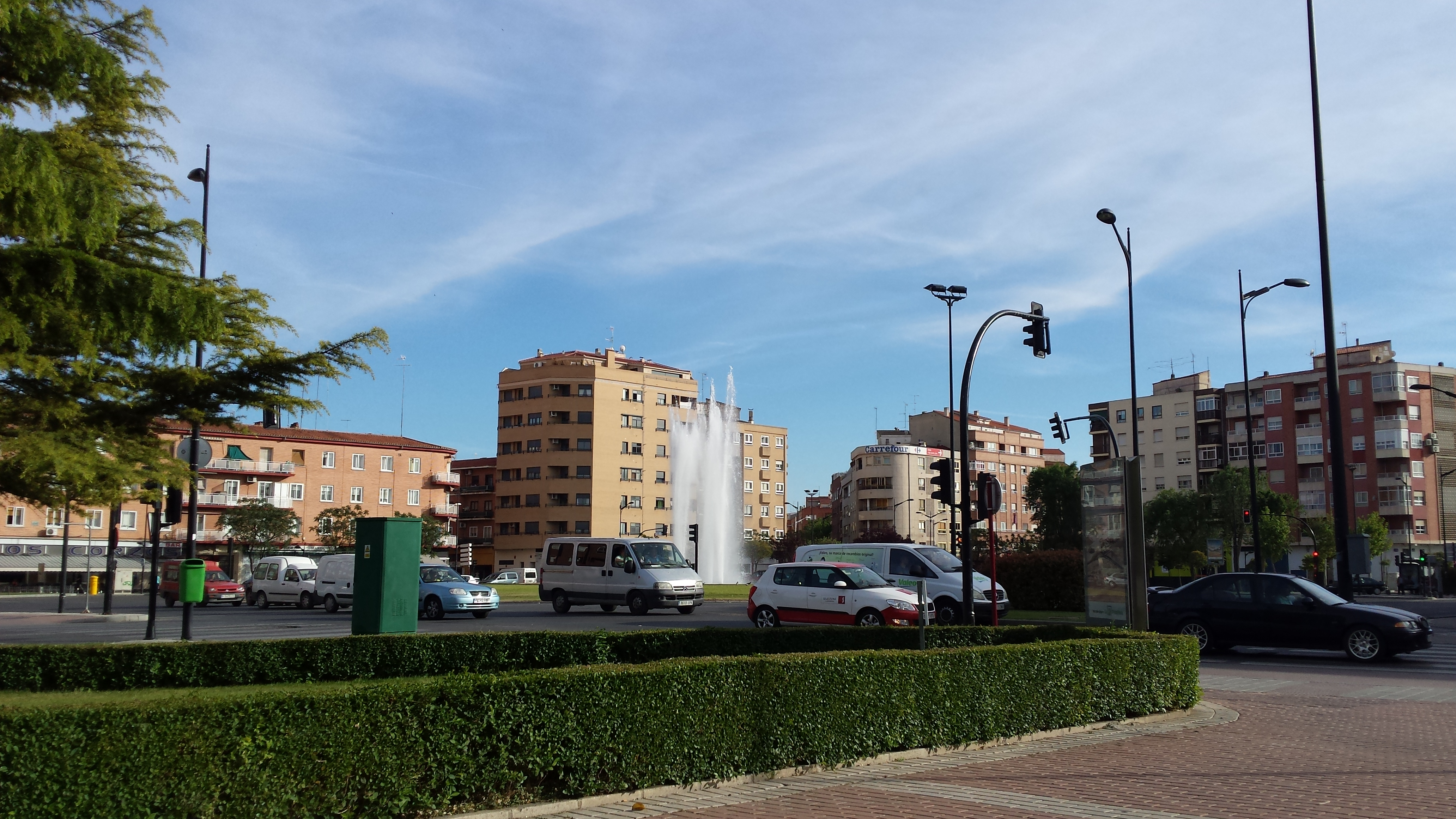
Majestuosa fuente de la Tamos en la rotonda donde da comienzo la Circunvalación, a la altura de la avenida Gregorio Arcos
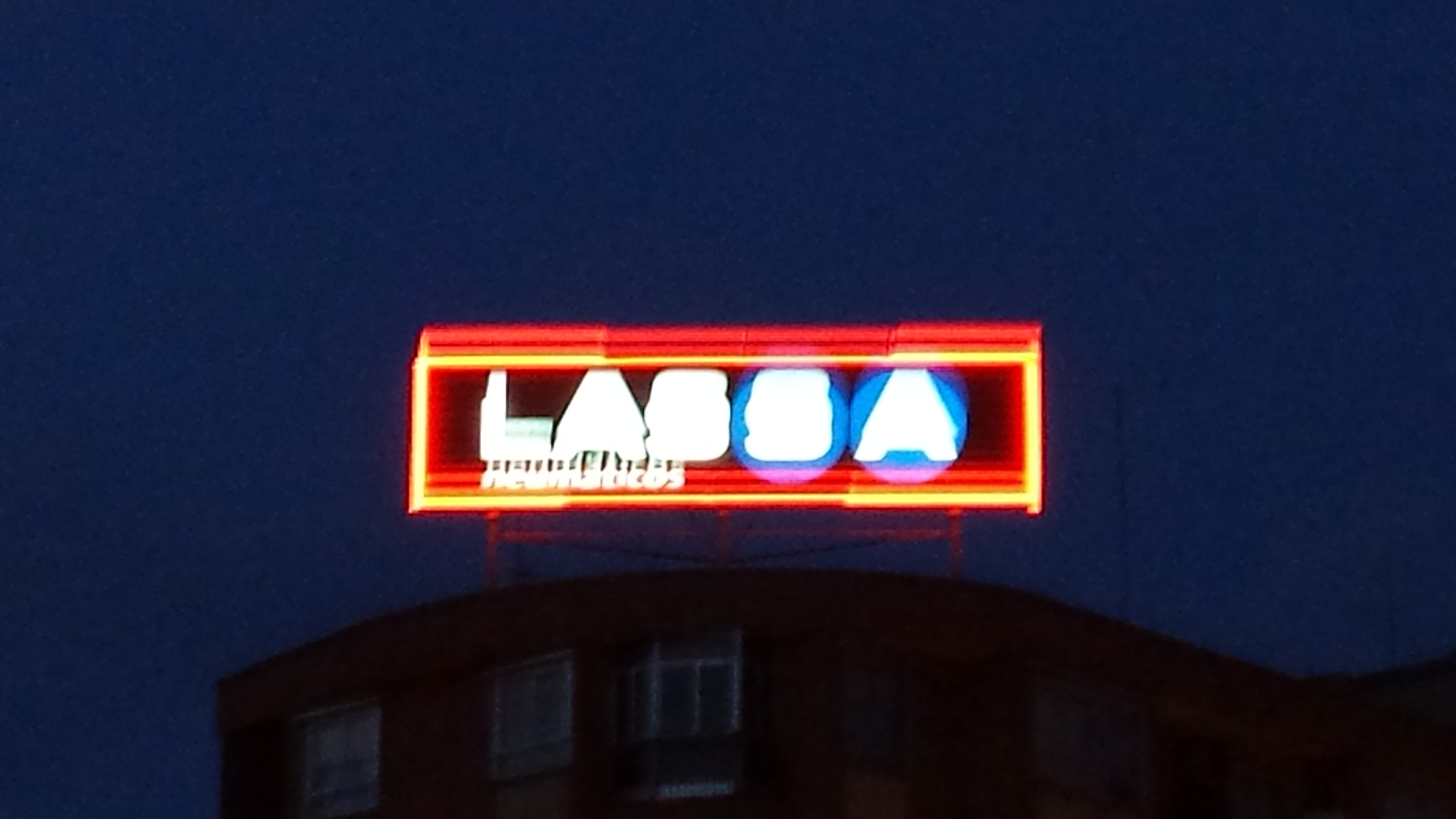
Histórico letrero de Neumáticos Lassa
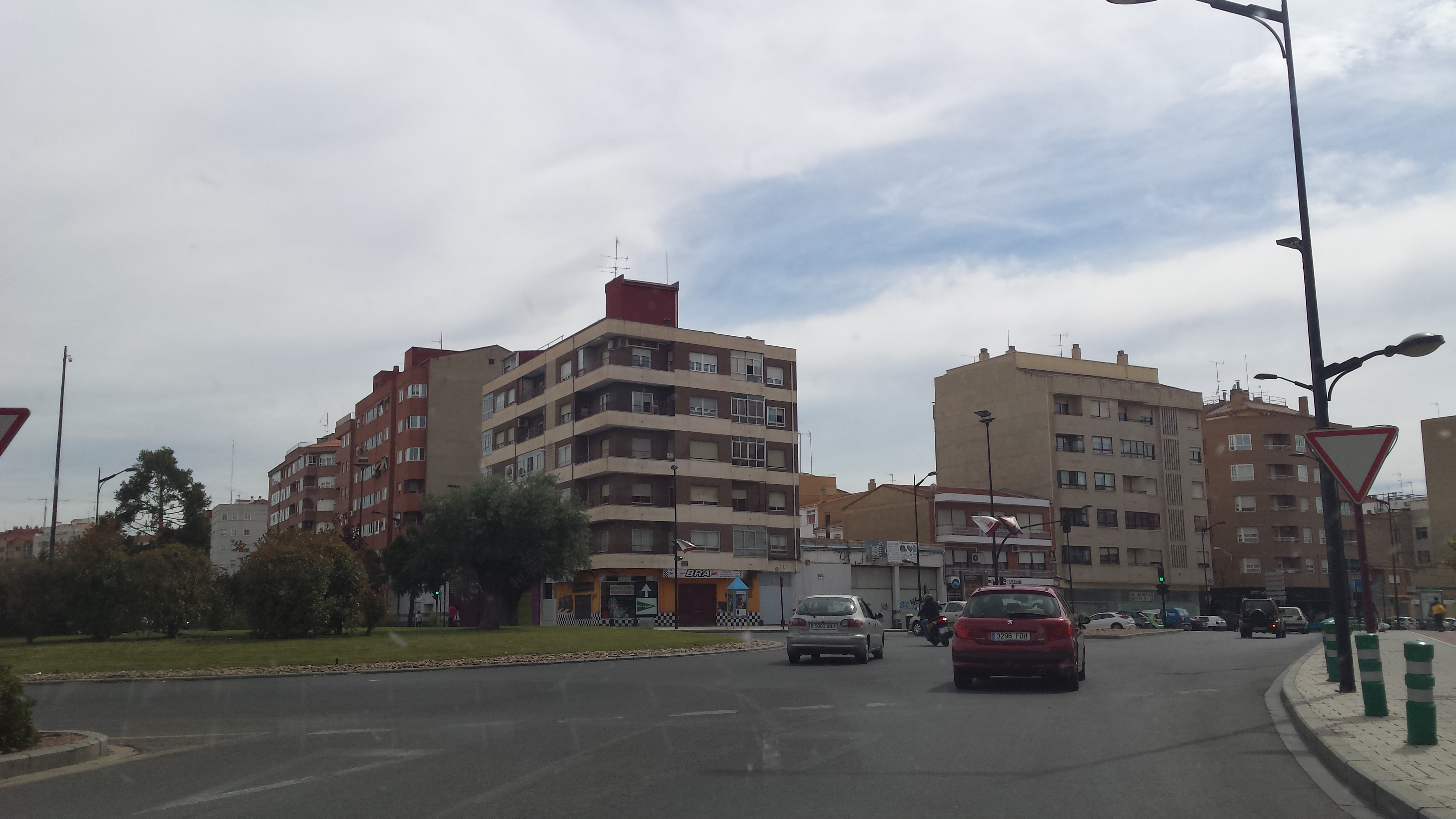
Circunvalación de Albacete
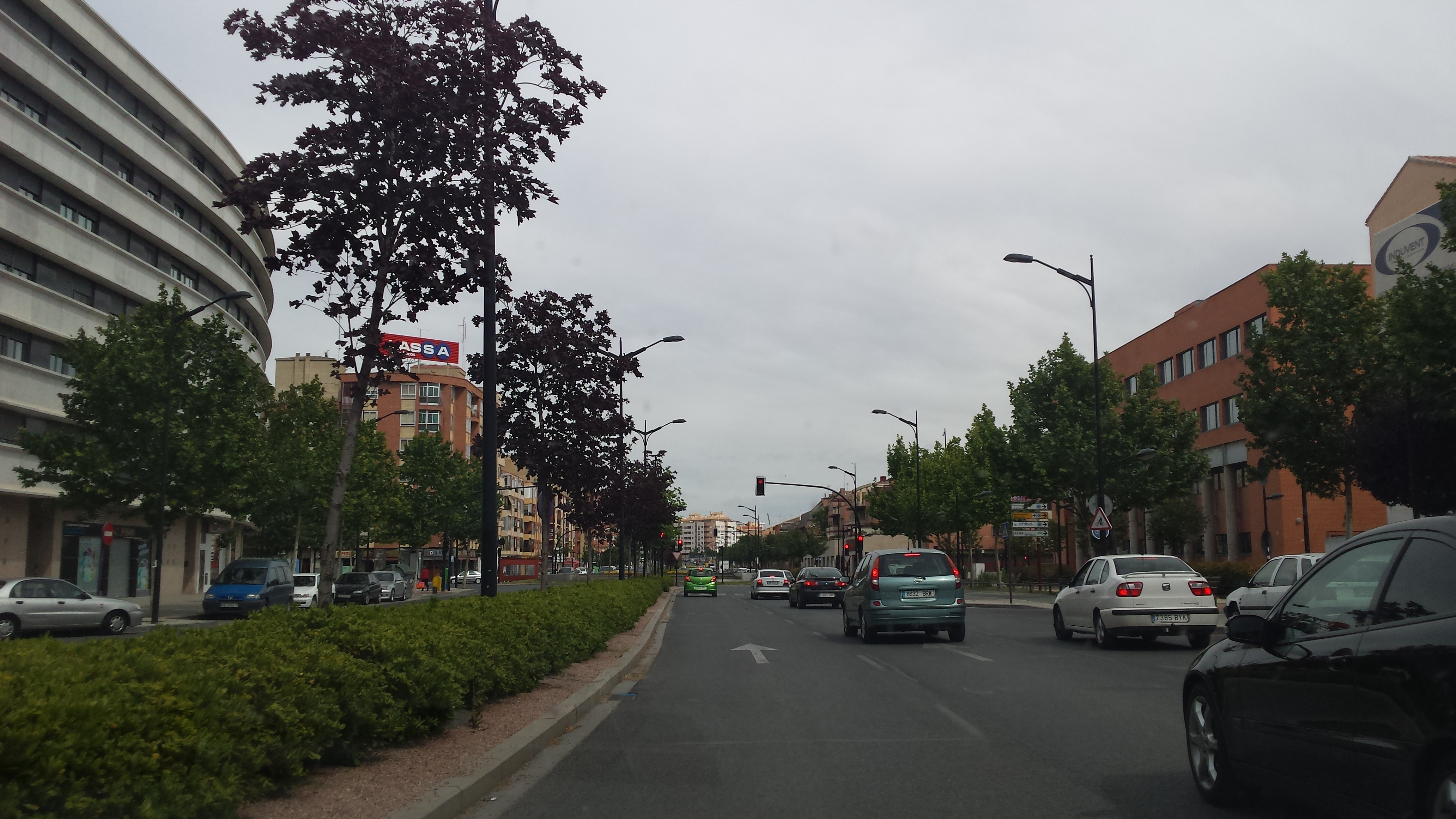
Circunvalación de Albacete
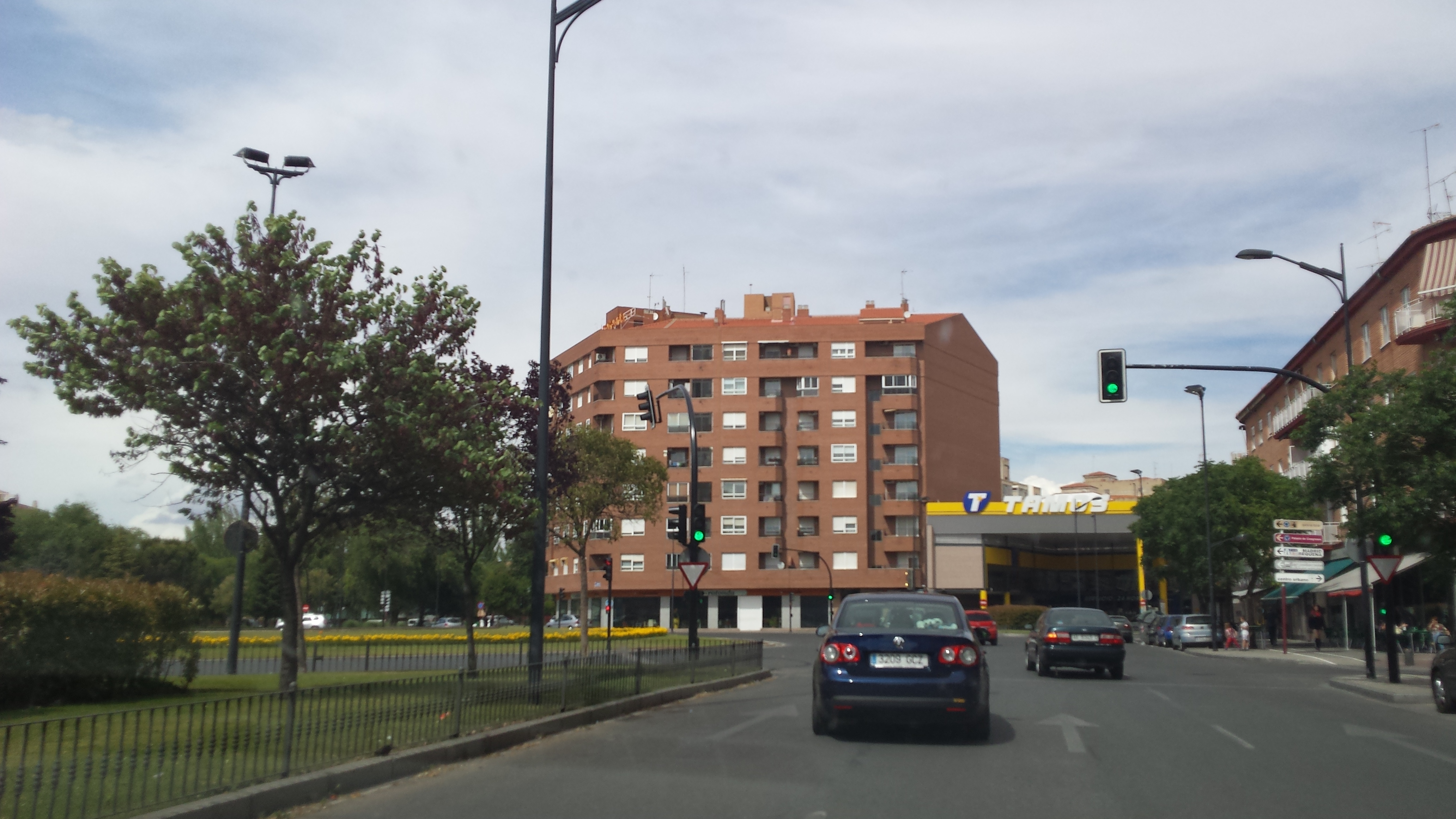
Circunvalación de Albacete
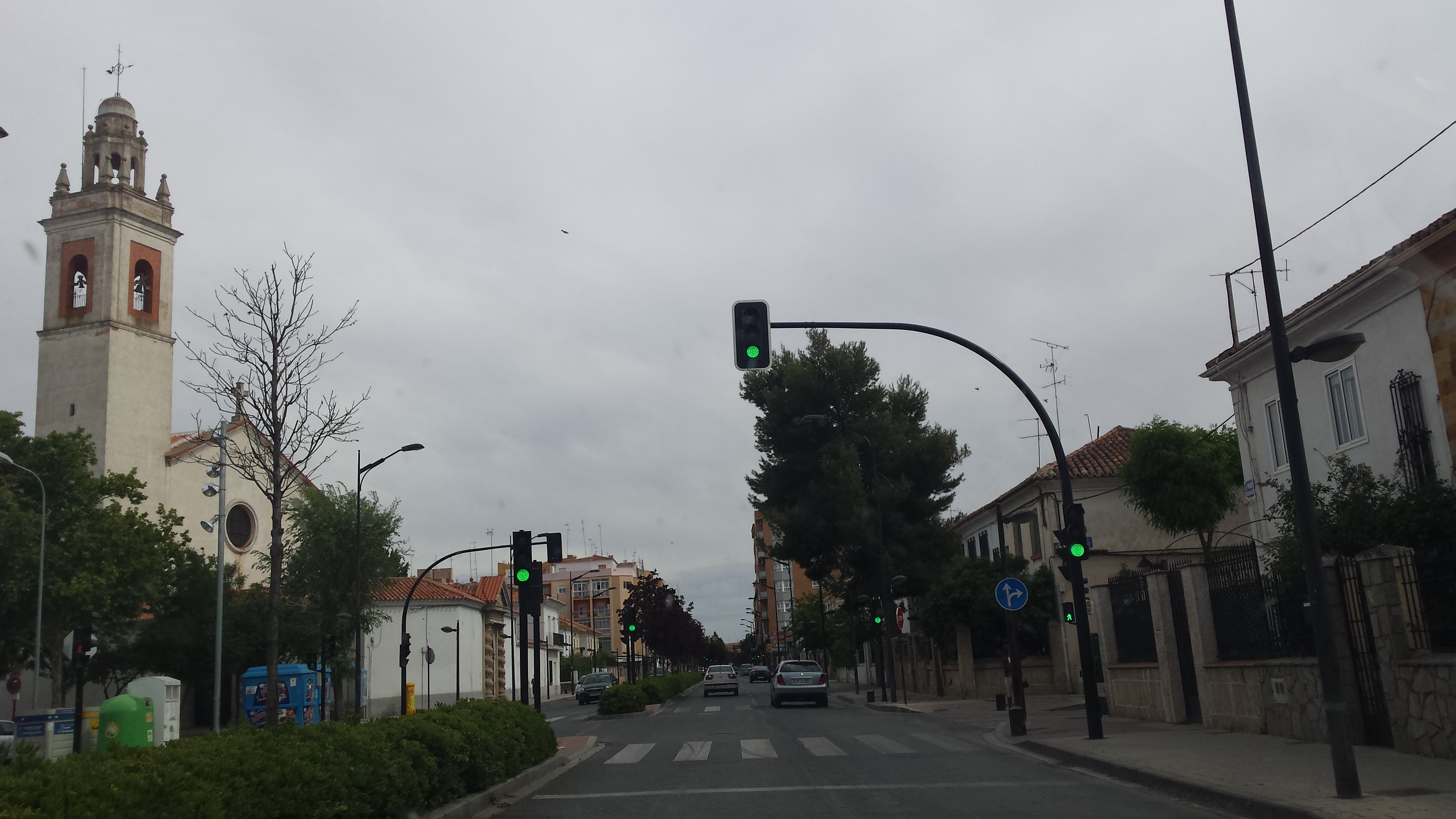
Vista de la Circunvalación de Albacete en la que se ve la imponente iglesia de Fátima
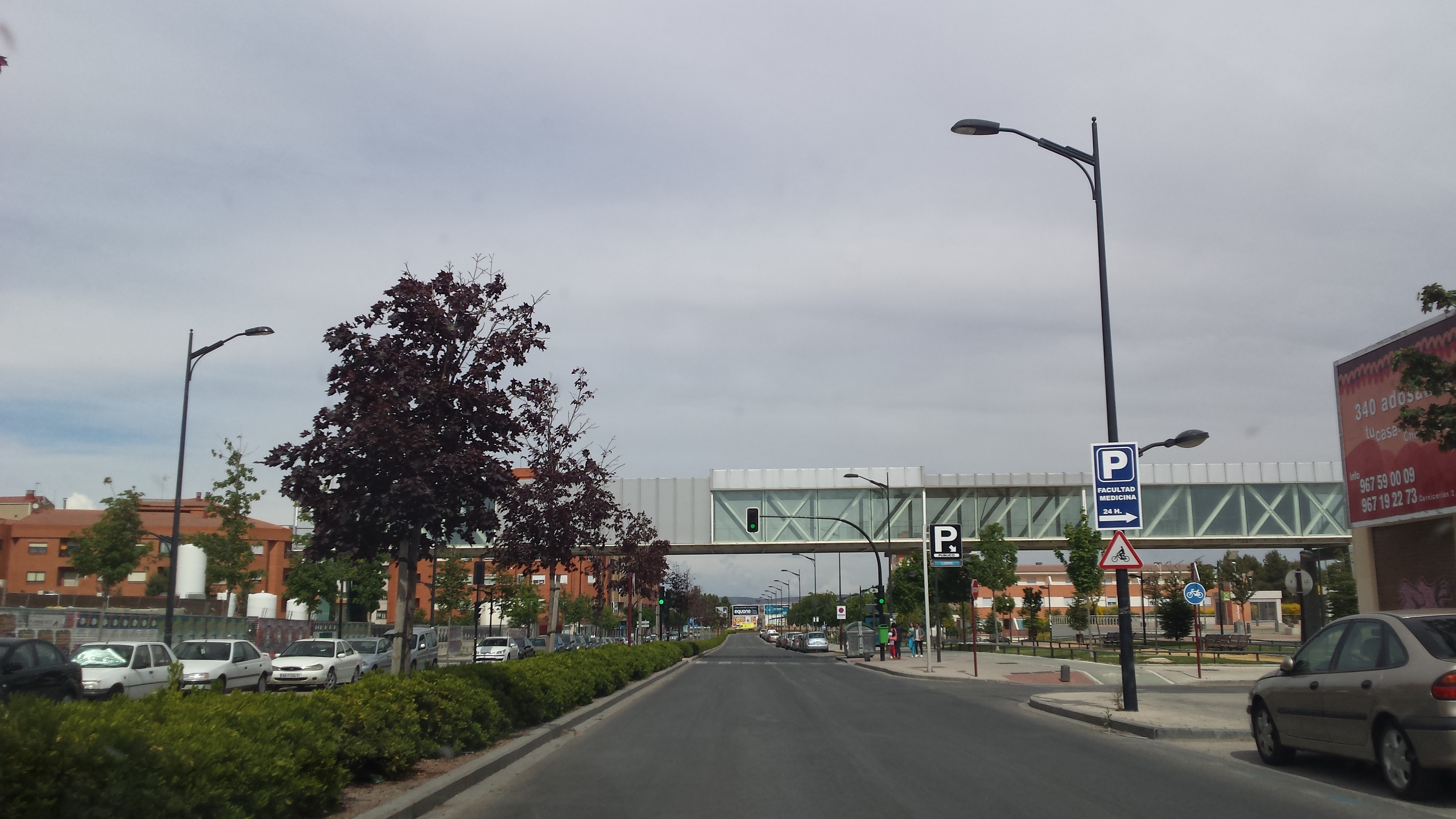
Imagen de la Circunvalación en que se aprecia la plataforma que une el Hospital General Universitario de Albacete y la Facultad de Medicina de Albacete
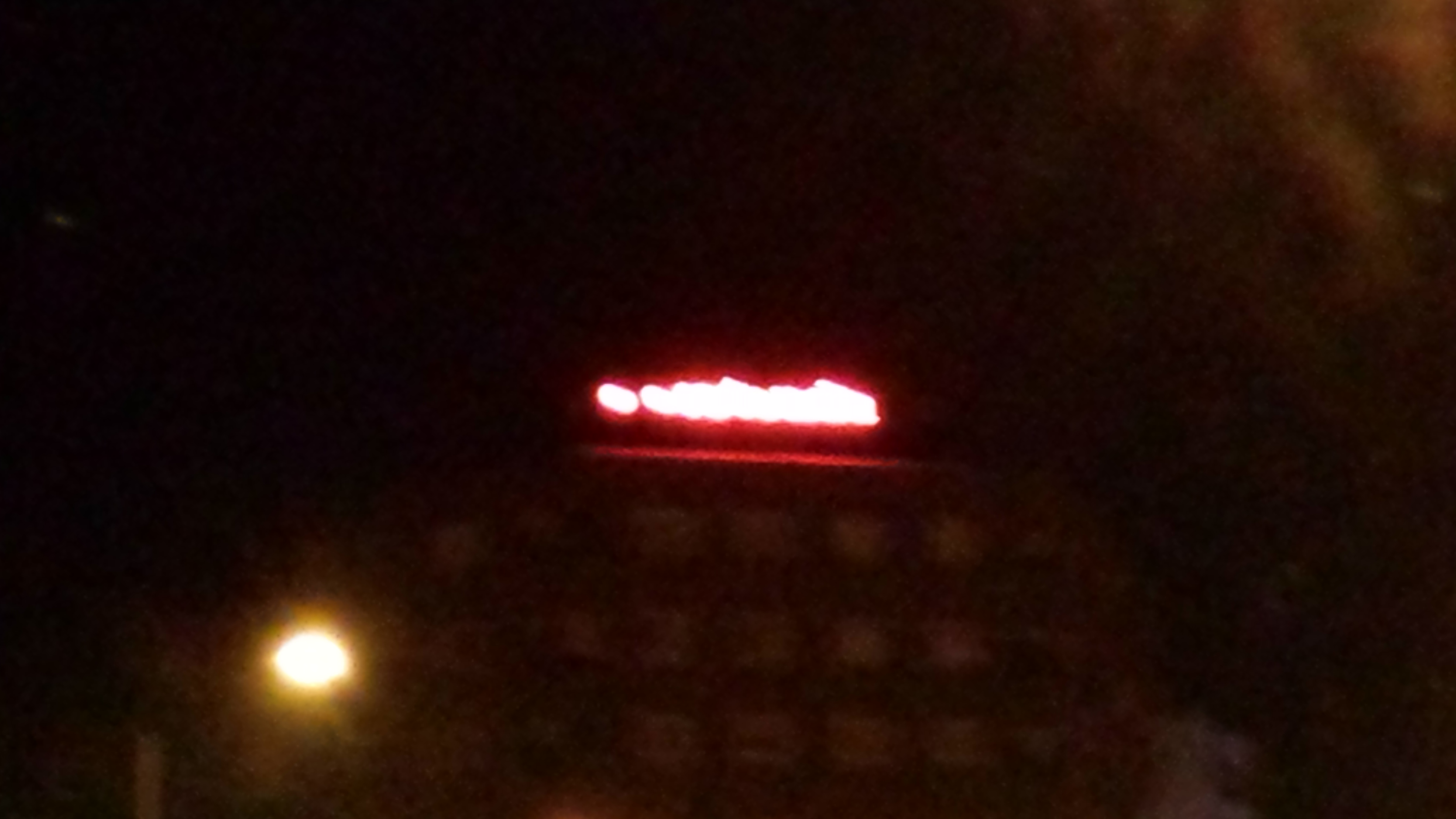
Emblemático letrero Rotonda de la Circunvalación